# Gabriela Lesch
Gabriela Katharina „Gabi“ Lesch, po zamążpójściu Lesch-Sewing (ur. 12 sierpnia 1964 w Sulzbach) – niemiecka lekkoatletka, biegaczka średniodystansowa, brązowa medalistka halowych mistrzostw Europy (1988) w biegu na 800 m, olimpijka z Seulu (1988). Do czasu zjednoczenia Niemiec reprezentowała RFN.

## Kariera sportowa
Specjalizowała się w biegu na 800 metrów. Zdobyła brązowy medal w biegu na 800 metrów na halowych mistrzostwach Europy w 1988 w Budapeszcie, przegrywając na finiszu z Olgę Nielubową ze Związku Radzieckiego i swą koleżankę z reprezentacji RFN Sabine Zwiener.
Po zjednoczeniu Niemiec Lesch wystąpiła w biegu na 800 metrów na mistrzostwach świata w 1991 w Sevilli odpadając w półfinałach. Trzykrotnie z rzędu sięgała po tytuł mistrzyni RFN w biegu na 800 metrów w latach: 1988, 1989 i 1990.

## Życie prywatne
W 1992 Lesch poślubiła swojego trenera Dirka Sewinga.

## Rekordy życiowe
źródło:
- bieg na 400 m – 53,13 s (26 lipca 1985, Leverkusen)
- bieg na 800 m – 1:59,24 s (27 czerwca 1991, Helsinki)
- bieg na 800 m (hala) – 2:00,95 s (12 lutego 1989, Stuttgart)
- bieg na 1000 m – 2:35,54 s (10 września 1991, Berlin)
- bieg na 1000 m (hala) – 2:40,42 s (21 stycznia 1990, Sindelfingen)
- bieg na 1500 m – 4:14,45 s (30 maja 1990, Sevilla)
- bieg na 1500 m (hala) – 4:12,54 s (12 lutego 1992, Budapeszt)